# Клуб Олександра Гордієнка
Клуб Олександра Гордієнка – група українських асистентів арбітра, які протягом своєї кар'єри провели у вищій лізі (Прем'єр-лізі) чемпіонату України з футболу 100 і більше офіційних матчів. Названо на честь Олександра Гордієнка, який першим відсудив таку кількість матчів.

## Історія створення
У незалежній Україні було створено багато різноманітних символічних клубів гвардійців і голеадорів, згодом з'явилися клуби «100» - для арбітрів та асистентів арбітра. Вони отримали назви на честь піонерів - Сергія Татуляна і Олександра Гордієнка.
Олександр Гордієнко з міста Дніпропетровська став першим асистентом арбітра, якому вдалося відсудити сотню матчів. Ювілей він відзначив 17 червня 1999 року в Маріуполі, де місцевий «Металург» обіграв тернопільську «Ниву» з рахунком 1:0. До речі, свідком цієї події став ще один член клубу - Сергій Татулян, що разом з іменинником проводив той матч.
А першим українським арбітром, який провів 200 матчів у вищій лізі, став Сергій Шебек. Ця подія відбулася 21 квітня 2007 року, на запорізькій «Славутич-Арені», де в рамках 23-го туру чемпіонату країни місцевий «Металург» зустрічався з донецькими одноклубниками і переміг 2:0.

## Члени клубу
Станом на 9 вересня 2006 року:
| #  | Арбітр              | Дата народження   | Місто            | Сезони              | Матчі |
| -- | ------------------- | ----------------- | ---------------- | ------------------- | ----- |
| 1  | Віталій Звягінцев   | 4 січня 1959      | Одеса            | 1992-1995/1996      | 167   |
| 2  | Анатолій Олійник    | ?                 | Сімферополь      | 1993/1994-1995/1996 | 158   |
| 3  | Олександр Гордієнко | 7 вересня 1956    | Дніпропетровськ  | 1992-1995/1996      | 146   |
| 4  | Ігор Лаврів         | 15 листопада 1956 | Івано-Франківськ | 1992/1993-1996/1997 | 145   |
| 5  | Юрій Власенко       | 13 березня 1955   | Київ             | 1992/1993-1996/1997 | 128   |
| 6  | Роман Зань          | 22 жовтня 1956    | Львів            | 1992/1993-1995/1996 | 127   |
| 7  | Тарас Клим          | 15 червня 1958    | Івано-Франківськ | 1998-2004           | 124   |
| 8  | Олексій Гордієнко   | 5 квітня 1958     | Дніпропетровськ  | 1993/1994–1995/1996 | 115   |
| 9  | Юрій Буренко        | 21 липня 1957     | Київ             | 1995/1996–1996/1997 | 114   |
| 10 | Олександр Козаченко | 23 березня 1958   | Київ             | 1992/1993–1995/1996 | 113   |
| 11 | Михайло Овчар       | 23 листопада 1956 | Калуш            | 1992/1993–1995/1996 | 111   |
| 12 | Олександр Журба     | 8 березня 1961    | Донецьк          | 1995/1996–1996/1997 | 110   |
| 13 | Юрій Деревянко      | ?                 | Львів            | 1993/1994–1996/1997 | 108   |
| 14 | Володимир Петров    | 22 квітня 1961    | Харків           | 1992/1993–1996/1997 | 104   |
| 15 | Віктор Шаленко      | 12 січня 1956     | Харків           | 1992/1993–1996/1997 | 103   |
| 16 | Володимир Воргуль   | 18 березня 1957   | Харків           | 1992/1993–1996/1997 | 102   |
| 17 | Павло Брюхов        | 28 червня 1958    | Кременчук        | ?                   | 102   |
| 18 | Віктор Сусло        | 15 січня 1961     | Харків           | ?                   | 100   |

## Кандидати в Клуб
Станом на 9 вересня 2006 року:
| # | Арбітр       | Дата народження | Місто            | Матчі |
| - | ------------ | --------------- | ---------------- | ----- |
| 1 | Леонід Кубяк | 5 вересня 1959  | Київська область | 87    |